# Tódó Heiszuke
Tódó Heiszuke (japánul: 藤堂平助, Hepburn-átírással: Tōdō Heisuke; 1844. – 1867. november 18.) japán szamuráj az Edo-korban, és a híres Sinszengumi (japánul: 新選組, Hepburn-átírással: Shinsengumi) nyolcadik osztagának kapitánya. Teljes neve: Tódó Heiszuke Fudzsivara no Jositora (japánul: 藤堂平助藤原の宜虎, Hepburn-átírással: Tōdō Heisuke Fujiwara no Yoshitora)

## Előélete
Tódó Muszasi-tartományban, Edóban, (ma Tokió) született. A múltjáról keveset tudni, noha az a szóbeszéd járja, hogy valójában Tódó Takajuki, az Isze-tartományban (ma Mie prefektúra) található Cu-birtok tizenegyedik daimjójának törvénytelen gyermeke volt, noha ez erősen vitatható. Ugyanakkor ezt az elméletet erősen alátámasztja az a tény, hogy Tódónak volt egy kardja, a Kazusza no szuke Kanesige, ami túlzottan is drága volt ahhoz, semhogy egy egyszerű rónin megengedhesse magának. Továbbá, Tódó hivatalos utóneve a Jositora (japánul: 宜虎, Hepburn-átírással: Yoshitora) melynek a második, „tora” írásjegye (虎) ugyanaz, mint ami a Cu-birtok első urának, Tódó Takatorának (japánul: 藤堂高虎, Hepburn-átírással: Tōdō Takatora) nevében is található.
Édesanyja talán egy Komagome-beli virágárus lánya volt, de ez sincs bizonyítva.

## Sinszengumi
Tódó 1863 márciusában, tizenkilenc évesen csatlakozott a Mibu Rósigumihoz, Kondó Iszamival, és a Sieikan  többi tagjával. A Sinszengumi megalakulásakor először parancsnokhelyettes asszisztensként (japánul: 副長助勤, Hepburn-átírással: fukuchō jokin) szolgált, majd 1865-től a nyolcadik osztag kapitánya lett. Tódó volt a legfiatalabb a kapitányok között. Egyidős volt Szaitó Hadzsiméval; valamint nagyjából Okita Szódzsi is ebbe a korcsoportba tartozott, noha meglehet, hogy idősebb volt két évvel – Okita születési adatai nem egészen tisztázottak.
A források vitatják, milyen szerepe volt pontosan Szerizava Kamo (a Sinszengumi első vezetőinek egyike) meggyilkolásában. 1864. július 8-án részt vett az Ikedaja incidensben (japánul: 池田屋事件, Hepburn-átírással: Ikedaya Jiken), ahol megsérült, és egy sebhely maradt a homlokán.
1867 márciusában, – a Sieikan tagjaival való szoros kapcsolata ellenére –, hosszas mérlegelés után, csatlakozik egyik régi mestere, Itó Kasitaró szakadár csoportjához, a Gorjó Edzsihez (japánul: 御陵衛士, Hepburn-átírással: Goryō Eji), és tagja volt egészen haláláig. Elfogadott az a vélekedés, hogy közeli barátja, Jamanami Keiszuke – akivel még egy dódzsóban tanultak kardvívást – öngyilkossága erősen közrejátszott Tódó döntésében. A közhiedelem szerint, Szaitó Hadzsime szintén csatlakozott a Gorjó Edzsihez, noha ő azért, hogy titokban kémkedhessen a Sinszenguminak.

## Halála
1867. november 18. (nyugati időszámítás szerint december 13.) éjszakáján, a Kondó ellen merényletet szervező Itó Kasitarót, az Aburanokódzsi-incidens (japánul: 油小路事件, Hepburn-átírással: Aburanokōji Jikan) során a Sinszengumi tagjai megölték. Tódó, egy kis csapattal – Szuzuki Mikiszaburó, Hattori Takeo, Kanó Vasio, Mónai Arinoszuke, Tomijama Jahei, és Sihonara Tainosi –, a helyszínre sietett. Mikor azonban a holttestet egy gyaloghintóba helyezték, hogy elszállítsák, a Sinszengumi negyven embere már várta őket, hogy Nagakura Sinpacsi vezetésével rajtuk üssön. A harcban Szuzuki, Kanó, Sihonara és Tomijama sikeresen elszökött, és eljutottak a Szacuma-klán főhadiszállására; azonban Hattorit, Mónait és Tódót megölték. Holttestüket három napra az Aburanokódzsi kereszteződésénél hagyták, majd elszállították a Kóen-dzsi templomba. Később, a Kaikó-dzsi templomban lettek végleg eltemetve, Sakatában (Jamagata prefektúra).
Nagakura Sinpacsi naplójában, a Sinszengumi Tenmacukiban (japánul: 新撰組顛末記, Hepburn-átírással: Shinsengumi Tenmatsuki, szó szerint: "A Sinszengumi teljes története") azt írta, hogy Kondó meg akarta kímélni Tódó életét, és hagyni, hogy elmeneküljön. Azonban, a Nagakura osztagában szolgáló Miura Cubesaburó, újonc lévén, nem volt tisztában a körülményekkel, és megölte Tódót. Ennek fényében, a csupán huszonhárom éves Tódó Heiszuke halála sokkal inkább tekintendő „tragikus balesetnek” semmint gyilkosságnak.

## Jellemzése

### Külső megjelenése
A szóbeszéd szerint Tódó elég jóképű volt, azonban kifejezetten „kicsi”. Valószínűleg nem csak a legfiatalabb, de a legalacsonyabb kapitánya is volt a Sinszenguminak.

### Személyisége
Tódót leginkább „feltűnő”, „kirívó” személynek jellemezték. Ugyanakkor szintén említik a modora kapcsán az ún. „Edói-nevelést” ami arra enged következtetni, hogy meglehetősen művelt, jól nevelt volt.

### Harcművészete
A feljegyzések szerint Tódó volt az egyik legjobb kardforgató a Sinszengumiban. A Hokusin Ittó-rjú (japánul: 北辰一刀流, Hepburn-átírással: Hokushin Ittō-ryū) kendzsucu iskolában tanult, a stílus alapítómestere, Csiba Súszaku Narimasza (japánul: 千葉 周作 成政, Hepburn-átírással: Chiba Shūsaku Narimasa) keze alatt, az Edói Genbukan dódzsóban – ami egyike volt a kor legnagyobb, és leghíresebb iskoláinak. Itt ismerte meg Jamanami Keiszukét, aki nagy hatást gyakorolt rá, valósággal rajongott érte; valószínűleg ezért is érintette olyannyira mélyen Jamanami halála. Feltételezések szerint, Tódó egy idő után otthagyta a Genbukant, és Itó Kasitarónál tanulta tovább a Hokusin Ittó-rjút.
Minden bizonnyal, ugyancsak Jamanamival való ismeretsége okán, Tódó 1862-től kezdve a Kondó Isami vezette Sieikan dódzsóban vett órákat, ami Tennen Risin-rjút (japánul: 天然理心流, Hepburn-átírással: Tennen Rishin-ryū) oktatott.

### Kardja
Tódó kardjának neve Kazusza no szuke Kanesige (japánul: 上総介兼重, Hepburn-átírással: Kazusa no suke Kaneshige), mely tulajdonképpen, egy teljes hosszában két saku, három szun (japánul: 二尺三寸) – azaz hozzávetőleg 70 cm – hosszúságú vakizasi. A kard meglehetősen értékes, és drága volt ahhoz, hogy egy egyszerű rónin hozzájuthasson, ezért ez a legfőbb érv amellett, hogy Tódó valóban egy daimjó fia lehetett.

## Ábrázolása a médiában
Tódó legismertebb adaptációja a Hakuóki című, fantasy elemekkel teletűzdelt, félig-meddig történelmi anime/visual novel sorozat egyik főszereplője. Az animében alacsony, hosszú hajú, meglehetősen kisfiús, energikus személynek jelenítik meg, és a műsor egyik humorforrása. Ami jelentős eltérés a valósághoz képest, hogy az Aburanokódzsi incidensben nem egy sinszengumi tag vágja le, hanem a szacuma-csatlós démon, Amagiri mér rá végzetes ütést. Azonban nem hal meg, hanem megissza az „Ocsimizut” és „raszecuvá” válik – bár mivel a raszecuk (a kínai jiangshi mintájára) technikailag élőhalott vámpírok, így elmondható, hogy meghalt az animében is. A sorozatbeli Heiszuke volt az első raszecu, aki önszántából vált démonná, és megtagadta, hogy emberi vért igyon.
A Peacemaker Kurogane című, történelmi témájú animében Tódó a Sinszengumi legfiatalabb kapitánya, és különös rajongással viseltet az aranyos kisállatok iránt. Ráadásul folyton „kutyakölyöknek” nevezi a főszereplő Icsimura Tecunoszukét.
Feltűnik a Kaze Hikaru mangában ahol naiv, barátságos karakterként ábrázolják. Az első fejezetben Tódó küzd meg a felvételre váró újoncokkal.
A 2004-es, NHK csatorna által sugárzott, Shinsengumi! című japán drámában Nakamura Kankúró játssza Tódó szerepét.

## Fordítás
- Ez a szócikk részben vagy egészben  a   Tōdō Heisuke című angol Wikipédia-szócikk fordításán alapul.  Az eredeti cikk szerkesztőit annak laptörténete sorolja fel. Ez a jelzés csupán a megfogalmazás eredetét és a szerzői jogokat jelzi, nem szolgál a cikkben szereplő információk forrásmegjelöléseként.

Ez a szócikk részben vagy egészben  a(z)   藤堂平助 című japán Wikipédia-szócikk fordításán alapul.  Az eredeti cikk szerkesztőit annak laptörténete sorolja fel. Ez a jelzés csupán a megfogalmazás eredetét és a szerzői jogokat jelzi, nem szolgál a cikkben szereplő információk forrásmegjelöléseként.